# ニコラス・トリスト

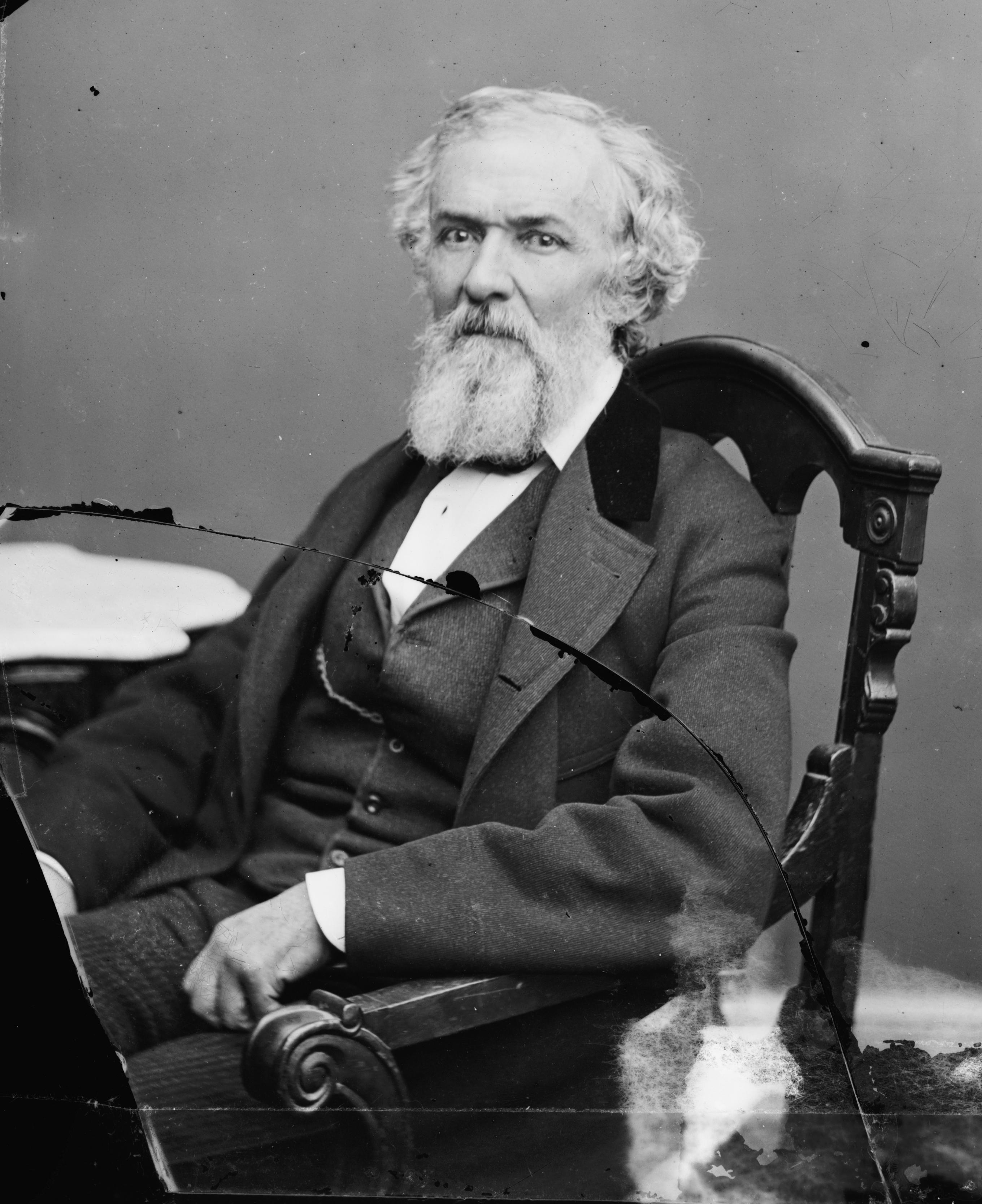
ニコラス・トリスト

ニコラス・フィリップ・トリスト（Nicholas Philip Trist, 1800年6月2日 - 1874年2月11日）は、アメリカ合衆国の外交官。

## 生涯
1800年6月2日、トリストはバージニア州シャーロッツヴィルにおいて誕生した。トリストは陸軍士官学校に入り、トーマス・ジェファーソンの下で法律を学んだ。トリストはジェファーソンの孫娘のヴァージニア・ジェファーソン・ランドルフと知り合い、1824年9月11日に結婚した。トリストはまた、アンドリュー・ジャクソンの個人秘書も務めた。
トリストは陸軍士官学校において1819年から1820年まで教師職を務めた。その後トリストはジェファーソンとの政治的コネクションを通じて、1828年に国務省の事務官となった。トリストは1833年から1841年までキューバのハバナで合衆国領事を務めた。
1845年、トリストは国務省首席事務官となった。1846年に米墨戦争が起こると、トリストはウィンフィールド・スコット将軍の下でメキシコとの和平協定締結を目指した。1847年、ジェームズ・ポーク大統領はトリストをメキシコとの交渉役として派遣した。トリストはメキシコのサンタ・アナ将軍と休戦協定を締結するよう命じられ、1万ドルをその予算として割り当てられた。1848年、トリストはメキシコとの間でグアダルーペ・イダルゴ条約を調印することに成功し、これによって米墨戦争は終結した。
1874年2月11日、トリストはバージニア州アレクサンドリアで死去した。

## 家族
トリストは妻のヴァージニア・ジェファーソン・ランドルフとの間に、3人の子供をもうけた。
- マーサ・ジェファーソン・トリスト (Martha Jefferson Trist, 1826-1915)
- トマス・ジェファーソン・トリスト (Thomas Jefferson Trist, 1828-1890)
- ホア・ブラウズ・トリスト (Hore Browse Trist, 1832-1896)